# Tom Conti
Thomas Antonio Conti, detto Tom (Paisley, 22 novembre 1941), è un attore, regista teatrale e romanziere britannico.

## Biografia
Nasce e cresce a Paisley, nelle Lowlands scozzesi, da padre italiano, un vecchio prigioniero di guerra in Gran Bretagna durante la seconda guerra mondiale, e da madre scozzese, figlia a sua volta d'immigrati irlandesi. Il suo ruolo cinematografico più famoso è quello sostenuto nel film Reuben, Reuben (1983) di Robert Ellis Miller, per il quale ottenne la candidatura all'Oscar come migliore attore, e nello stesso anno recita insieme a David Bowie in Furyo di Nagisa Ōshima. Eminente attore teatrale, è molto attivo anche in televisione. Tra gli altri film interpretati: American Dreamer (1984) di Rick Rosenthal e Oddio, ci siamo persi il papa (1985) di Robert M. Young.

### Vita privata
È sposato dal 1967 con l'attrice Kara Wilson dalla quale ha avuto una figlia, Nina (1974).

## Filmografia parziale

### Cinema
- Galileo, regia di Joseph Losey (1974)
- I duellanti (The Duellists), regia di Ridley Scott (1977)
- Demonio dalla faccia d'angelo (Full Circle), regia di Richard Loncraine (1977)
- Furyo (Merry Christmas Mr. Lawrence), regia di Nagisa Ōshima (1983)
- Reuben, Reuben, regia di Robert Ellis Miller (1983)
- American Dreamer, regia di Rick Rosenthal (1984)
- Oddio, ci siamo persi il papa (Saving Grace), regia di Robert M. Young (1985)
- Il mistero della giungla proibita (Miracles), regia di Jim Kouf (1986)
- Terapia di gruppo (Beyond Therapy), regia di Robert Altman (1987)
- Shirley Valentine - La mia seconda vita (Shirley Valentine), regia di Lewis Gilbert (1989)
- L'assedio di Venezia, regia di Giorgio Ferrara (1991)
- Derailed - Attrazione letale (Derailed), regia di Mikael Håfström (2005)
- O' Jerusalem, regia di Elie Chouraqui (2006)
- Blind Revenge (A Closed Book), regia di Raúl Ruiz (2009)
- The Tempest, regia di Julie Taymor (2010)
- StreetDance 2, regia di Max Giwa e Dania Pasquini (2012)
- Il cavaliere oscuro - Il ritorno (The Dark Knight Rises), regia di Christopher Nolan (2012)
- Paddington 2, regia di Paul King (2017)
- Oppenheimer, regia di Christopher Nolan (2023)

### Televisione
- Basements, regia di Robert Altman – film TV (1987)
- Giuste sentenze (The Wright Verdicts) – serie TV, 7 episodi (1995)
- Friends – serie TV, 2 episodi (1998)
- Miranda – serie TV, 3 episodi (2009-2015)
- L'ispettore Barnaby (Midsomer Murders) – serie TV, episodio 23x02 (2022)

## Doppiatori italiani
Nelle versioni in italiano delle opere in cui ha recitato, Tom Conti è stato doppiato da:
- Carlo Valli in Reuben, Reuben, Oddio, ci siamo persi il papa, Oppenheimer
- Flavio Bucci in I duellanti
- Mariano Rigillo in Furyo
- Claudio Capone in American Dreamer
- Sandro Iovino in Friends
- Guido Sagliocca in Derailed - Attrazione letale
- Stefano De Sando in StreetDance 2
- Carlo Cosolo in Il cavaliere oscuro - Il ritorno
- Bruno Alessandro in Paddington 2